# 马山镇 (荆州市)
马山镇，是中华人民共和国湖北省荆州市荆州区下辖的一个乡镇级行政单位。

## 行政区划
马山镇下辖以下地区：
马山社区、蔡桥村、梅花湾村、双当村、枣林村、凤林村、双龙村、濠林村、裁缝村、联山村、安碑村、城河村、阴湘城村、双杨村、马南村、张家山渔场和太湖港水库管理处生活区。